# نخودان
نخودان، روستایی از توابع بخش مرکزی شهرستان بردسیر در استان کرمان ایران است.
در شهرستان سمیرم (اصفهان) هم منطقه ای ییلاقی به نام نخودان(نِقُدان)وجود دارد، که هنوز هم فعال است،ودارای سابقه حداقل هزارساله است، امامزاده این منطقه(زیدبن علی ع) دارای شجره نامه ای حدود 600_700 ساله است.

## جمعیت
این روستا در دهستان کوه پنج قرار دارد و براساس سرشماری مرکز آمار ایران در سال ۱۳۸۵، جمعیت آن ۱۱۳ نفر (۲۳خانوار) بوده‌است.